# Éperlecques
Éperlecques település Franciaországban, Pas-de-Calais megyében. Lakosainak száma 3740 fő (2022. január 1.). Éperlecques Bayenghem-lès-Éperlecques, Holque, Houlle, Mentque-Nortbécourt, Muncq-Nieurlet, Ruminghem és Watten községekkel határos.

## Népesség
A település népességének változása:
| Lakosok száma | 3411 | 3524 | 3626 | 3640 | 3668 | 3696 | 3745 | 3742 | 3740 |
|               | 2013 | 2015 | 2016 | 2017 | 2018 | 2019 | 2020 | 2021 | 2022 |